# شهرستان اوختیرکا
شهرستان اوختیرکا (به لاتین: Okhtyrka Raion) یک شهرستان در اوکراین است که در استان سومی واقع شده‌است. شهرستان اوختیرکا ۱٬۲۸۴ کیلومتر مربع مساحت و ۲۶٬۵۱۹ نفر جمعیت دارد.